# Pruebas Mazda
Las pruebas Mazda fueron unas pruebas que se realizaron a principios de 1928 en algunos estudios de Hollywood con el objetivo de perfeccionar el uso de la iluminación incandescente o de tungsteno (también llamada Mazda) con la reciente popularizada película pancromática.

## La iluminación en el cine antes de las pruebas
A los inicios del cine las películas se rodaban en exteriores, debido a que las películas ortocromáticas que se utilizaban eran muy poco sensibles a la luz y por lo tanto  necesitaban una gran cantidad. Los cineastas tenían que aprovechar la luz natural del día hecho que los hacía grabar en exteriores. Pronto se empezaron a construir estudios con el techo, y a veces las paredes, de vidrio para poder rodar en interiores.
Al poco tiempo se empezaron a buscar técnicas de iluminación artificial para no tener que depender de la variable luz solar. Las lámparas de vapor de mercurio y las lámparas de arco fueron las más utilizadas, generalmente, durante los inicios de Hollywood. Las lámparas de vapor de mercurio tenían la ventaja de que no se calentaban demasiado y no emitían humos, pero no se podía regular la intensidad lumínica. Emitían una luz azul y verde, sin rojos, que ya era suficiente para grabar con las películas ortocromáticas que solo eran sensibles a los azules y violetas. Las lámparas de arco funcionaban con carbón y del tipo de este dependía la calidez de la luz que emitían. Pero producían mucho calor dificultando las grabaciones.
Con la llegada de la película pancromática, sensible a toda la gamma cromática, las lámapras  de vapor de mercurio (solo sensibles a azules y violetas) empezaron a ser sustituidas por las incandescentes o de tungsteno, cada vez más populares entre los cineastas.

## Las pruebas

### Reuniones previas
El 16 de noviembre de 1927 se reunió la rama de técnicos de la de la AMPAS (Academy of Motion Pictures Artes and Sciences) para discutir el progreso de la iluminación de tungsteno en relación con la película pancromática. Estaban de acuerdo que la luz de tungsteno era el futuro de la iluminación y predecían que sería utilizada universalmente al cabo de poco tiempo. También reconocían que la mayoría de operadores de cámara de la industria tenían formación escasa o nula en relación con este tipo de iluminación. Para resolver esta carencia de conocimiento proponían que los cámaras de la rama de técnicos se comprometieran a educar al resto de cámaras de la industria sobre su funcionamiento. Así mismo acordaban pedir a la rama de productores de la Academia que proveyeran los estudios con los equipamientos necesarios. Finalmente se decidió llevar a cabo demostraciones, a modo de clases, para operadores de cámara y otros interesados en la utilización de la iluminación de tungsteno, las posteriormente llamadas Pruebas Mazda.
En reuniones posteriores se acordó que las demostraciones se llevarían a cabo a los estudios de Warner Bros., De Mille Studios, Goldwyn y el First National Studio. La misma Academia sería quien cubriría los gastos de equipamiento. Una decena de empresas hicieron aportaciones, económicas y materiales, para las pruebas.
- General Electric Company: lámparas(4500$)
- Keese Engineering Company: lámparas de tubo
- Make-Up Artists’ Association: maquillaje
- Max Factor: maquillaje y material
- Mole-Richardson, Inc.: equipamiento y desarrollo de nuevos modelos
- Eastman Kodak Company, Agfa Company y Dupont Company: negativos
- Laboratorios de revelado: revelado gratuito
- Jacobsmeyer Co.: letreros
- Association of Motion Picture Producers: fondos para pagar gastos laborales y extras

### Objetivos
El objetivo principal de las pruebas era educar a los técnicos de la industria cinematográfica sobre el funcionamiento de la iluminación de tungsteno. Aun así también era de importancia la investigación alrededor de este tipo de iluminación y cómo utilizarla en relación con la película pancromática.

### Proceso
Se acordó que las pruebas se celebrarían en abril, justo antes de la Convención de la Society Motion Picture Engineers. De este modo estaba asegurada la presencia de expertos del sector. Las pruebas consistían al rodar en estudios con películas pancromáticas e iluminación de tungsteno. Mientras tanto se intentaban solucionar problemas cómo la iluminació de grandes platós, de los decorados o de los actores y se experimentaba con el color. 
Se redactaron y entregaron dos cuestionarios a los estudios, al inicio y a mediados de las pruebas, para hacer un seguimiento de estas y de los resultados que se estaban obteniendo. Para el primero solo la mitad de los estudios habían hecho pruebas suficientes para obtener resultados justificables. Los resultados del segundo indicaban que la gran mayoría de los estudios ya realizaban pruebas en producciones reales. En estos cuestionarios se hacían varias preguntas desde los costes de la electricidad de la iluminación de tungsteno en comparación con el anterior, la reducción de horas de producción o los tipos de películas que se estaban usando. Estos son los dos cuestionarios tal y como se enviaron a los estudios: 
Cuestionario 1:
1. Coste laboral del funcionamiento eléctrico con luces incandescentes en comparación con el que habría sido la iluminación dura, dando cifras.
2. Coste del consumo actual comparado del mismo modo.
3. Gastos de sustituciones, como por ejemplo globos, etc., en comparación con las sustituciones de iluminación dura.
4. Estimaciones de como la iluminación incandescente ha acelerado la producción, en comparación con la luz dura.
5. Limitaciones de la iluminación incandescente, indicando por qué existen estas limitaciones y si se deben de a un equipamiento insuficiente o en mejoras no desarrolladas.
6. Adaptabilidad de la iluminación incandescente, en comparación con la iluminación dura, explicando donde se puede aprovechar mejor la iluminación suave.
7. Qué tipos de películas se utilizaron y resultados comparativos en cuanto a los diferentes tipos.

Cuestionario 2:
1. Coste laboral: cuales han sido vuestros costes de mano de obra eléctrica con las lámparas incandescentes, en comparación con la iluminación de arco desde el 11 de enero de 1928?
2. Coste actual: cuál ha sido el coste relativo de la corriente eléctrica para las dos formas de iluminación desde el 11 de enero? si esta información no está disponible, cuales han sido los amperajes relativos de los conjuntos incandescentes y de arco de medida y carácter similares?
3. Sustituciones: cuál ha sido vuestra experiencia desde el 11 de enero en cuanto al coste de sustituciones de luz o globo, en comparación con las renovaciones de carbono?
4. Velocidad: la iluminación incandescente acelera la producción por razón de la ligereza de los equipos y la fiabilidad de la luz constante? Si es así, por favor, dad una estimación comparativa.
5. Defectos: haced una declaración de las deficiencias de la escapamiento incandescente:                                                                                                                                 (a) Equipos de iluminación general, laterales, cúpulas, scoopse, etc.  (b) Modelado de iluminación, manchas, solo, etc.
6. Calidad fotográfica: 'Cuáles son las calidades comparativas de la iluminación incandescente y de arco?                                                                                                    (a) Equipos de iluminación general, laterales, cúpulas, scoopse, etc.  (b) Modelado de iluminación, manchas, solo, etc.
7. Objetivos: las lentes de cámara que habéis utilizado han dado resultados totalmente satisfactorios?
8. Resumen: cuál ha sido vuestra reacción y conclusión general sobre el valor de los resultados de las demostraciones e investigaciones realizadas por la Academia en colaboración con la Sociedad Americana de Cinematógrafos y la Asociación de Productores de Cine?